# Muriceopsis sulphurea
Muriceopsis sulphurea är en korallart som först beskrevs av Donovan 1825.  Muriceopsis sulphurea ingår i släktet Muriceopsis och familjen Plexauridae. Inga underarter finns listade i Catalogue of Life.